# Hamburg Challenger 1995
L'Hamburg Challenger 1995 è stato un torneo di tennis facente parte della categoria ATP Challenger Series nell'ambito dell'ATP Challenger Series 1995. Il torneo si è giocato a Amburgo in Germania dal 27 febbraio al 5 marzo 1995 su campi in sintetico indoor.

## Vincitori

### Singolare
David Prinosil ha battuto in finale  Martin Sinner con il punteggio di 6–1, 6–4.

### Doppio
David Prinosil /  Martin Sinner hanno battuto in finale  Clinton Ferreira /  Aleksandar Kitinov con il punteggio di 6–2, 6–3.